# 卡盾藻属
卡盾藻属（学名：Chattonella），也称地锦属，为卡盾藻科的一个属。

## 下属物种
本属包括以下物种：
- 海洋卡盾藻 Chattonella marina (Subrahman.) Y.Hara & Chihara[1]
- Chattonella subsalsa Biecheler